# はじめから烙印を押されて
『はじめから烙印を押されて』（Stamped from the Beginning）は、ロジャー・ロス・ウィリアムズ監督・製作による2023年のアメリカ合衆国のドキュメンタリー映画である。イブラム・X・ケンディのノンフィクション本『人種差別主義者たちの思考法 黒人差別の正当化とアメリカの400年』を原作としている。
2023年9月9日に第48回トロント国際映画祭でワールド・プレミアが行われ、11月10日にアメリカ合衆国で限定上映、11月20日にNetflixで配信された。

## 内容
イブラム・X・ケンディのノンフィクション本『人種差別主義者たちの思考法 黒人差別の正当化とアメリカの400年』を原作とするこの映画は歴史を通してアメリカ文化に根付き、発展してきた人種差別的な表現とイメージを探求する。

## 出演者
ケンディ、アンジェラ・デイヴィス、オータム・ウォマック、ブリタニー・パックネット・カニンガム、ブリトニー・クーパー、キャロル・アンダーソン、ドロシー・ロバーツ、エリザベス・ヒントン、オノレ・ジェファーズ、イマニ・ペリー、ジェニファー・L・モーガン、ケリー・カーター＝ジャクソン、ライネ・ヴァニー、ルハ・ベンジャミン、ステファニー・E・ジョーンズ＝ロジャーズが出演している。

## 製作
2021年6月、Netflixがイブラム・X・ケンディの著書『人種差別主義者たちの思考法 黒人差別の正当化とアメリカの400年』の権利を獲得し、ロジャー・ロス・ウィリアムズがそれを基にしたドキュメンタリーの監督・製作者に決定したことが発表された。

## 公開
ワールド・プレミアは2023年9月9日に第48回トロント国際映画祭で行われ、5分間の喝采を浴びた。2023年11月20日のNetflixでの配信開始に先駆けて11月10日に限定公開された。

## 評価
Rotten Tomatoesでは12件の批評に基づいて支持率は100%、平均点は8.5/10となった。